# Dale Crover (album)
Dale Crover – czwarty minialbum zespołu Melvins, wydany w 1992 roku przez firmę Boner Records.

## Lista utworów
1. „Hex Me” 1:14
2. „Dead Wipe” 2:47
3. „Respite” 4:16
4. „Hurter” 4:22

## Twórcy
- Dale Crover – wokal, dalszy wokal, rytmiczna gitara, prowadzącą gitara, prowadzącą perkusja, rytmiczna perkusja
- Debbi Shane – prowadzący bas, rytmiczny bas
- Greg Freeman – producent, inżynier
- Harvey Bennett Stafford – projekt okładki i artystyczny